# Cairo Challenger 1998
Il Cairo Challenger 1998 è stato un torneo di tennis facente parte della categoria ATP Challenger Series nell'ambito dell'ATP Challenger Series 1998. Il torneo si è giocato a Il Cairo in Egitto dal 19 al 25 ottobre 1998 su campi in terra rossa.

## Vincitori

### Singolare
Albert Portas ha battuto in finale  Alberto Martín con il punteggio di 6–2, 1–6, 6–3

### Doppio
Álex López Morón /  Albert Portas hanno battuto in finale  Alberto Martín /  Salvador Navarro con il punteggio di 4–6, 6–3, 6–2